# Roger Hanin
Roger Hanin, született Roger Paul Jacob Lévy (Algír, 1925. október 20. – Párizs, 2015. február 11.) francia színész, filmrendező, második házassága révén François Mitterrand elnök sógora. Ismert a Navarro felügyelő című, éveken át futó francia televíziós krimisorozat címszereplőjeként. Több, Magyarországon is bemutatott filmben szerepelt, többek között A Tigris szereti a friss húst-ban, a Csoda a farkasokkal-ban, a Légy szép és tartsd a szád! c. krimi-vígjátékban, stb.

## Élete

### Származása, tanulmányai
Francia-Algériában született, Roger Paul Jacob Lévy néven,
 
ötgyermekes zsidó családban. Apja Joseph Lévy (1894–1960), a Francia Posta (PTT) tisztviselője volt, Salomon Lévy és Messaouda Guedj (Gedzs) fia, anyja Victorine Hanin (1891–1988), szintén postai alkalmazott, Meyer Hanin és Rachael Azoulay leánya. Szülei és nagyszülei Algír óvárosában, a Kaszbah-ban éltek szerény körülmények között. Anyai nagyanyja a kiterjedt észak-afrikai Azoulay klán tagja volt.
Három évtizeddel később, 1959-ben, amikor másodszor nősült (Christine Gouze-Renal filmproducert, François Mitterrand sógornőjét vette feleségül), Hanin áttért a katolicizmusra. 
Zsidó származását azonban sohasem tagadta meg. Egy 1987-es interjúban így határozta meg önmagát: „Valódi nevem Lévy. Apám Joseph Lévy volt, anyám Victorine Hanin, eredetileg Ben Hanine, egy Azoulay-leány. Egy kommunista fia, egy rabbi unokája vagyok. Genetikai alapon 100%-os kóser vagyok, nagyon is zsidónak érzem magam.”
Az algíri Bugeaud Gimnáziumba járt (ma: Lycée Émir-Abdelkader). 1941-ben, Franciaország német megszállása után a Vichy-kormány antiszemita rendeletei miatt az algíri iskolákban is numerus clausust vezettek be, emiatt Hanint kitették a gimnáziumból.
 Apjára való tekintettel, aki frontharcos volt és hadirokkant, a fiú mentesült a rendelet hatálya alól, és folytathatta tanulmányait. Érettségi után az algíri egyetem orvosi és gyógyszerészeti szakára iratkozott be. Jó eredményeiért ösztöndíjat kapott, 1948 novemberétől a párizsi egyetem gyógyszerészeti szakán tanult tovább.
Első egyetemi éve során egy díszlettervező barátja hívta, lépjen fel egy előadáson. Az élmény hatására érdeklődése a színészet felé fordult. Beiratkozott René Simon és Michel Vitold színiiskolájába. Beszédórákat vett, hogy megszabaduljon „feketelábú” akcentusától. Apró színházi szerepeket és (1952-től) kis filmszerepeket is vállalt, anyja családnevét (Hanin) használva. Később, 1965. október 14-én e művésznevét hivatalos családneveként is bejegyeztette.

### Színészi pályája
Neve először Max Glass 1952-es Le chemin de Damas (A damaszkuszi úton) című filmdrámájának szereplői között jelent meg, ahol a megtért Szent Pál egyik tanítványát játszotta. Az 1950-es évek közepétől sorra kapta a komolyabb szerepeket, sokszor alakított rendőröket, katonákat, titkosügynököket, bűnözőket. 1958-ban Marc Allégret rendező Légy szép és tartsd a szád! című bűnügyi filmjében Mylène Demongeot, Jean-Paul Belmondo, Alain Delon és Henri Vidal mellett játszotta a gengszter „Nagy Károly”-t. 1960-ben Carl Zumbachot, az egyik főszereplőt játszotta Jean-Luc Godard Kifulladásig című, azóta klasszikussá vált társadalmi drámájában, és megjelent Luchino Visconti rendező Rocco és fivérei című, nagy hatású filmjében. Fajsúlyos szerepeket vitt bűnügyi és kémfilmben. Claude Chabrol több filmjében, így A Tigris szereti a friss húst-ban, a Le Tigre se parfume à la dynamite-ban (1964, 1965) Hanin alakította Louis Rapière titkosügynököt, a „Tigrist”. Társszerzője volt Chabrol több kémtörténetének.
1962-től forgatókönyvíróként, 1974-től filmrendezőként is dolgozott. 1997-ig tucatnyi film- és tévéprodukciót valósított meg. Train d’enfer (Pokoli vonat) című 1985-ös filmje, amelyben Couturier rendőrfelügyelőként szerepelt is, a rasszista erőszak és a szélsőjobbos uszítás társadalmi gyökereit tárja fel. A film a Moszkvai Nemzetközi Filmfesztiválon különdíjat nyert.

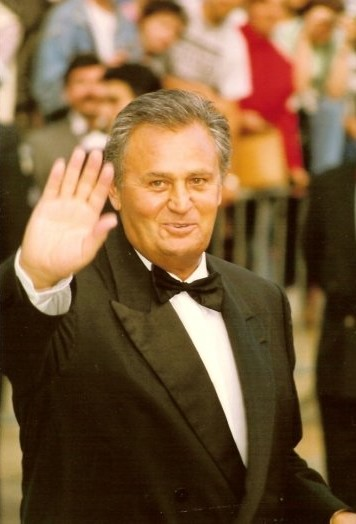
Hanin az 1992-es cannes-i fesztiválon

Az 1990-es évektől főleg tévés produkciókban vállalt szerepeket. Idősebb korában nagy népszerűségre tett Navarro felügyelő című német–francia krimisorozat címszereplőjeként. 1989–2009 között ezt a szerepet száznál több tévéfilmben és sorozat-epizódban alakította.

### Magánélete
Első házasságából, amelyet Lisette Barucq-kal kötött, egy Isabelle nevű leánygyermeke született. A házasságot később felbontották.
1959. augusztus 4-én másodszor is megnősült, Christine Gouze-Rénal, (született Madeleine Gouze, 1914–2002) francia színésznőt, televíziós producert vette feleségül, akinek húga, Danielle Gouze (1924–2011), a francia ellenállás régi harcosa 1944 óta François Mitterrand-nak, a későbbi köztársasági elnöknek felesége volt. Hanin második házasságából nem születtek gyermekek. Christine Gouze-Rénal 2002. október 25-én elhunyt.
Kommunista meggyőződésű volt, az algériai háború idején Algéria függetlenné válását aktívan támogatta. 2000-ben megkapta az 1984-ben alapított Algériai Nemzeti Érdemrendet (Ordre du Mérite national) Buteflíka köztársasági elnöktől. Ezt a kitüntetést francia személynek csak csak igen kivételes esetekben adományozták.
2015. február 11-én hunyt el légzőszervi betegség következtében, 89 éves korában. „A francia mozi leghíresebb feketelábújának” koporsóját katonai díszkísérettel, hajón szállították szülővárosába, Algírba, ahol február 13-án a Bologhine (korábban Saint-Eugène) izraelita temetőben helyezték örök nyugalomra, édesapjának nyughelye mellett. Érdemeit Buteflíka elnök is nyilatkozatban méltatta.

## Főbb filmszerepei
- 2007–2009: Brigade Navarro; tévésorozat; Navarro felügyelő
- 2008: César Lévy; tévéfilm; César Lévy
- 1989–2006: Navarro, tévé-krimisorozat; 109 epizódban; Navarro felügyelő
- 2005: Mademoiselle Navarro, tévéfilm; Navarro felügyelő
- 2000: La trilogie marseillaise, tévésorozat; César
- 1997–1999: Maître Da Costa, tévésorozat; 7 epizódban; Julien Da Costa mester
- 1999: A pék felesége (La femme du boulanger), tévéfilm; Aimable Castanier
- 1997: Nap (Soleil); Meyer Lévy professzor (rendező és író is)
- 1996: A nő és a bankár (Une femme explosive); tévéfilm; Muller
- 1994: Molière: Le misanthrope, tévéfilm; Alceste
- 1993: Molière: Le bourgeois gentilhomme, tévéfilm; M. Jourdain
- 1990: Navarro: Un mort sans avenir, tévéfilm; Navarro felügyelő
- 1990: Gorilla, tévésorozat; Maurier
- 1989: Nagy családok (Les grandes familles); Lucien Maublanc    - Édouard Molinaro
- 1988–1989: Palace Hotel, tévésorozat; 6 epizódban; több szerepben*
- 1987: Utolsó nyár Tangerben ( Dernier été à Tanger); William Barrès
- 1987: Rumba (La rumba); Beppo Manzoni
- 1987: Lévy és Góliát (Lévy et Goliath); az Úr hangja
- 1986: Szenvedély végszóra (L’étincelle); Maurice
- 1986: Fejedelmi esküvő kis átveréssel (La galette du roi); Victor Harris
- 1985: Train d’enfer; Couturier felügyelő
- 1984: Un grand avocat, tévéfilm; Robert Sloane
- 1983: A nagy karnevál (Le grand carnaval); Léon Castelli
- 1983: Az Ők felesége (Attention une femme peut en cacher une autre!); Philippe
- 1983: Az apa bűne (Le crime de Pierre Lacaze), tévéfilm; Pierre Lacaze
- 1981: Feketézők, tévésorozat; Charles-Hubert Poissonnard
- 1981: Henri IV, tévéfilm; IV. Henrik
- 1980: Certaines nouvelles; Georges
- 1979: L’orange amère; tévéfilm; Mathieu
- 1979: Viharos életek (Le coup de sirocco); Albert Narboni
- 1979: Shakespeare: Othello; tévéfilm; Othello
- 1978: A Cukor (Le sucre); Karbaoui
- 1978: L’amant de poche; titkosügynök
- 1973: A házmester (Le concierge); Barbarin gyáros
- 1972: Megtorlók (The Revengers); Quiberon
- 1971: Prière pour Éléna, tévéfilm; Enrico Segura
- 1971: Senza via d’uscita; Kurt
- 1971: Les aveux les plus doux; Borelli felügyelő
- 1969: Bruno, a vasárnapi gyerek (Bruno, l’enfant du dimanche); Michel Fauvel
- 1969: Le profanateur, tévéfilm; Wilfrid de Montferrat
- 1967: Le chacal traque les filles; François Merlin, a „Sakál”
- 1967: Da Berlino l'apocalisse; Saint-Dominique
- 1966: The Brides of Fu Manchu; Pierre Grimaldi rendőrfelügyelő
- 1966: Kék expressz (Le train bleu s’arrête 13 fois); Daluère
- 1965: Le Tigre se parfume à la dynamite; Louis Rapière, a „Tigris”
- 1965: Corrida pour un espion; Robert „Bob” Stuart
- 1965: Férj készpénzért (Un mari à prix fixe); Romain de Brétigny
- 1965: Passeport diplomatique agent K8; Mirmont
- 1964: A Tigris szereti a friss húst (Le Tigre aime la chair fraîche); Louis Rapière, a „Tigris”
- 1964: Tout ce que vous demanderez, tévéfilm; L’abbé Barthélémy
- 1962: Római menetelés (La marcia su Roma); Capitano Paolinelli
- 1962: Le gorille a mordu l’archevêque; Géo Paquet, a „Gorilla”
- 1961: Les bras de la nuit; Landais rendőrfelügyelő
- 1961: Csoda a farkasokkal (Le miracle des loups); Merész Károly
- 1961: Vive Henri IV… vive l’amour!; Ravaillac
- 1960: Egy éjszaka története (L’affaire d'une nuit); Michel Ferréol
- 1960: Rocco és fivérei (Rocco e i suoi fratelli); Morini
- 1960: L’ennemi dans l’ombre; Serge Cazais
- 1960: Kifulladásig (À bout de souffle); Carl Zubart
- 1959: Az ítélet (La sentence); Antoine Castellani
- 1959: Le fric; Robert Bertin
- 1959: Du rififi chez les femmes; Le Bug
- 1959: La valse du gorille; Géo Paquet, a „Gorilla”
- 1958: Un drôle de dimanche; Robert Sartori
- 1958: Une balle dans le canon; Dick
- 1958: Az éjszaka zűrzavara (Le désordre et la nuit); Albert Simoni
- 1958: Légy szép és tartsd a szád! (Sois belle et tais-toi); „Nagy Károly” (Charlemagne) gengszter
- 1957: Akinek meg kell halnia (Celui qui doit mourir); Panagiotaros
- 1955: Les salauds vont en enfer; egy „rosszfiú”
- 1955: Gázolaj (Gas-oil); René Schwob
- 1955: Huszárok (Les hussards); névtelen katona
- 1953: A szőke démon (La môme vert de gris); Rudy verőembere
- 1952: Le chemin de Damas; tanítvány

## További információ
- Roger Hanin a PORT.hu-n (magyarul)
- Roger Hanin az Internetes Szinkronadatbázisban (magyarul)
- Roger Hanin az Internet Movie Database-ben (angolul)
- Roger Hanin a Rotten Tomatoeson (angolul)
- Roger Hanin. Filmkatalógus.hu (magyarul)
- Roger Hanin az AlloCiné weboldalán (franciául)
- Roger Hanin Profile (angol nyelven). famousfix.com. (Hozzáférés: 2023. január 19.)